# Gandy
Gandy – wieś w Stanach Zjednoczonych, w stanie Nebraska, w hrabstwie Logan.